# شهرستان استوارت (تنسی)
شهرستان استوارت، تنسی (به انگلیسی: Stewart County, Tennessee) یک سکونتگاه مسکونی در ایالات متحده آمریکا است که در تنسی واقع شده‌است.

## خصوصیات
شهرستان استوارت ۱٬۲۷۷ کیلومترمربع مساحت دارد.